# マク・エロット
マク・エロット（Mak Erot、1907年? - 2008年7月5日）は、インドネシアのジャワ島出身の女性呪術医療師。ハーブやイスラム教の祈祷によりペニス増大を行うことで広く知られている。2008年7月にジャワ島のCaringinという村で死亡した。
彼女の年齢は諸説あり、多くの関係者が101歳から130歳の間であると主張している。また、インドネシアの映画、VCD(エクストララージ)XL僕と君とエロットには彼女が登場しており、フランシーヌ・ローゼンダが彼女を演じている。